# Zuzampol
Zuzampol – dawny zaścianek. Tereny, na których był położony, leżą obecnie na Białorusi, w obwodzie mińskim, w rejonie wołożyńskim, w sielsowiecie Wiszniew.

## Historia
W czasach zaborów folwark w gminie Holszany, w powiecie oszmiańskim, w guberni wileńskiej Imperium Rosyjskiego. W 1905 roku liczył 11 mieszkańców, 70 dziesięcin, własność Tabęckiego.
W latach 1921–1945 zaścianek leżał w Polsce, w województwie wileńskim, w powiecie oszmiańskim, w gminie Holszany.
W 1931 w 6 domach zamieszkiwały 44 osoby.
Wierni należeli do parafii rzymskokatolickiej i prawosławnej w Bohdanowie. Miejscowość podlegała pod Sąd Grodzki w Holszanach i Okręgowy w Wilnie; właściwy urząd pocztowy mieścił się w Bohdanowieh.